# Pazik brzozowiec
Pazik brzozowiec (Thecla betulae) – owad z rzędu motyli, z rodziny modraszkowatych (Lycaenidae). 
Występuje jedno pokolenie. Motyle dorosłe obserwowane od lipca do września, czasem jeszcze w październiku, w rozmaitych środowiskach, często na liściach drzew owocowych i gnijących owocach, rzadziej na kwiatach. Występuje w całej Polsce, ale obserwowany niezbyt często i raczej pojedynczo. Gąsienica żeruje na tarninie, śliwie domowej, czereśni i śliwie ałyczy. Można ją spotkać w śródpolnych zaroślach tarniny i w zaroślach na nasłonecznionych skrajach lasów oraz w nie pielęgnowanych sadach, zazwyczaj wszędzie w asyście mrówek. Zimuje jajo. Negatywny wpływ na populacje tego gatunku może mieć wycinanie roślin żywicielskich na skrajach lasów i w zadrzewieniach śródpolnych.

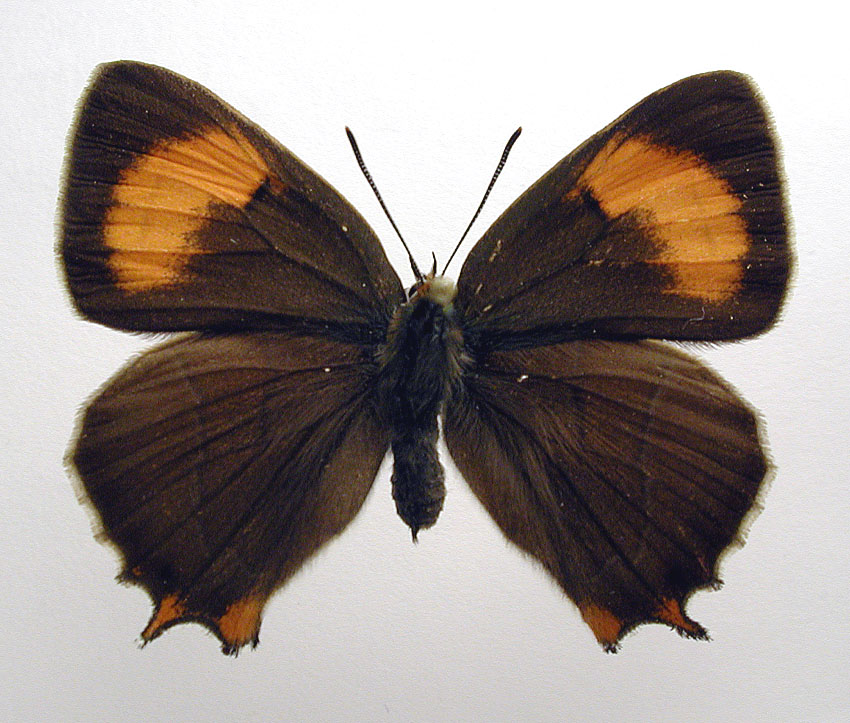
Samica, górna powierzchnia skrzydeł
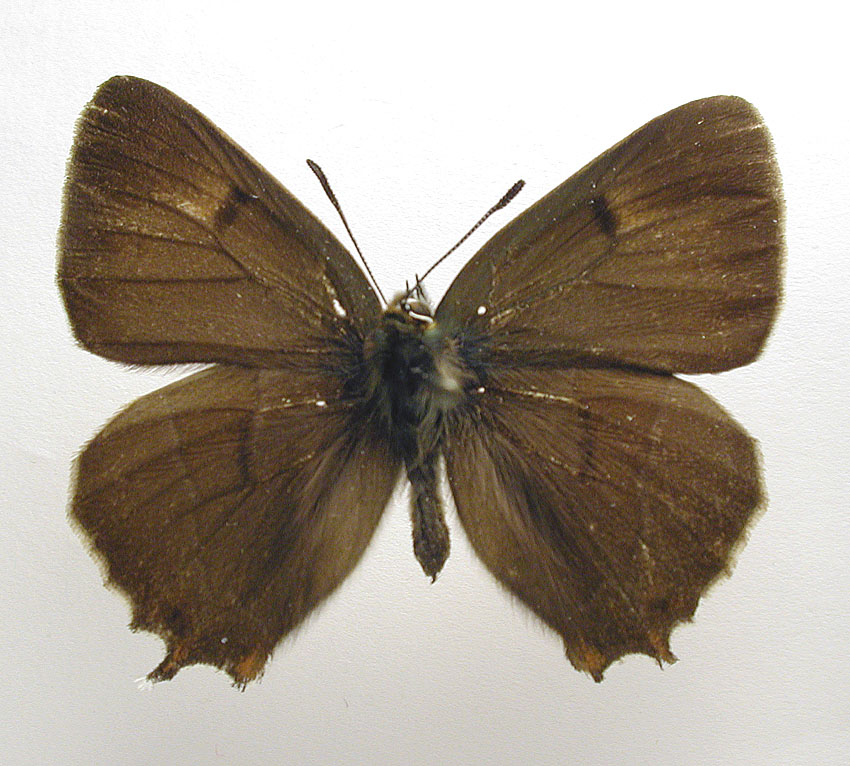
Samiec, górna powierzchnia skrzydeł
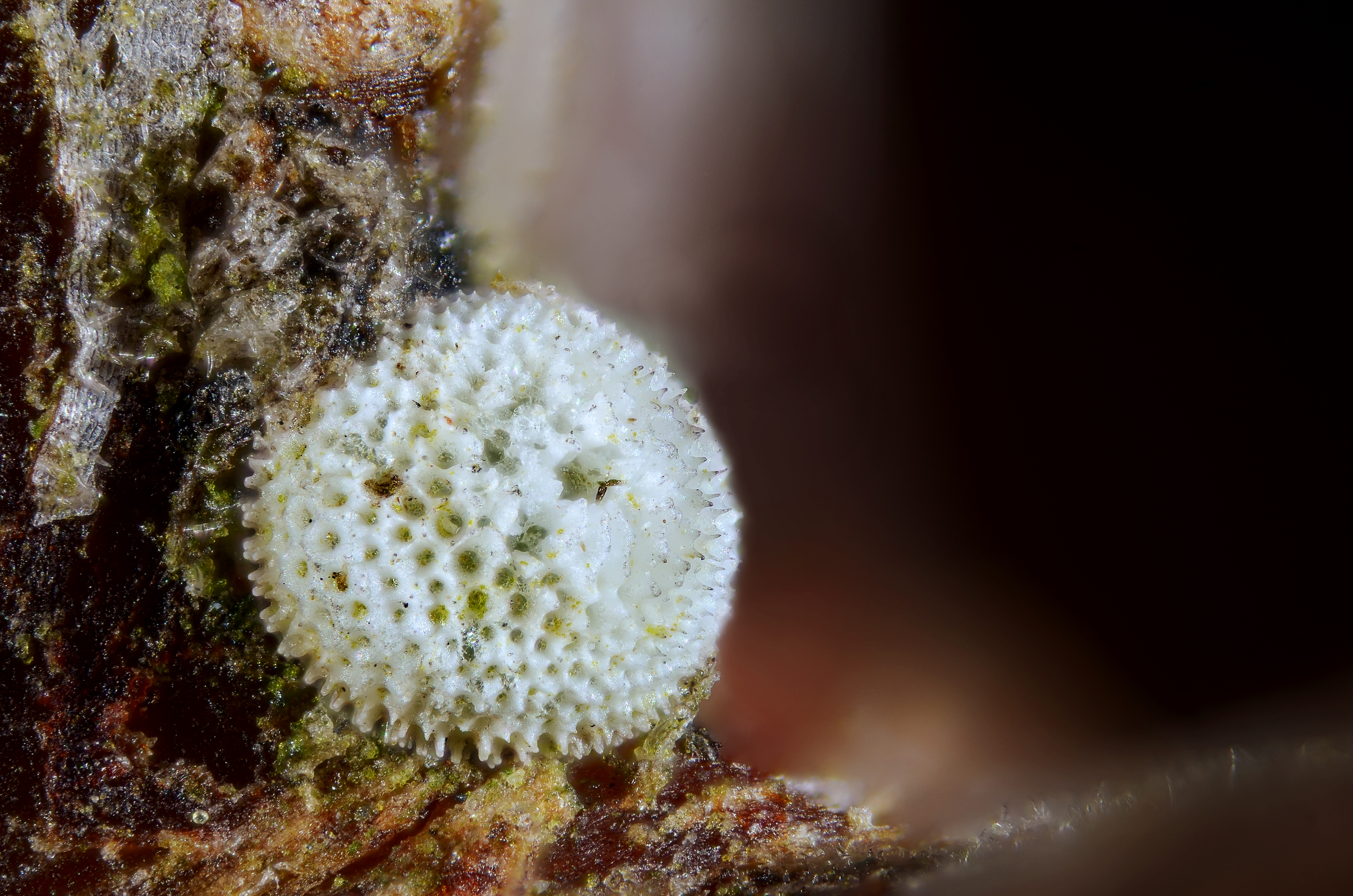
Struktura powierzchni jaja